# RML 11-inch-gun
Die RML 11 inch gun ist eine britische Kanone des viktorianischen Zeitalters, die als Schiffsgeschütz und bei der Küstenartillerie ab 1871 eingesetzt wurde. In der Bezeichnung der Kanone steht RML für Rifled, Muzzle Loading- deutsch gezogenes Rohr, Ladung durch die Rohrmündung, 11 inch für das Kaliber von 11 Zoll, also 279 mm, und gun für die Art der Waffe, hier Kanone.

## Geschichte
Die ersten Hinterladergeschütze (RBL – Rifled Breech Loading) mit gezogenem Lauf wurden von Armstrong entwickelt und 1859 in der britischen Armee und der Royal Navy eingeführt. Diese Geschütze konnten im Einsatz jedoch nicht überzeugen. Daher gingen die britische Armee und die Royal Navy ab Mitte der 1860er Jahre wieder zu Vorderladern (RML – Rifled Muzzle Loading) über. Der gezogene Lauf wurde jedoch beibehalten.
Die Kanone ging auf eine Forderung aus dem Jahr 1864 zurück. Dabei sollte im Vergleich mit dem Kaliber 12 inch ermittelt werden, „welches Kaliber und welche Rohrlänge am geeignetsten für eine Kanone von 23 bis 35 t Gewicht wären“. Die Geschütze entstanden durch eine Umkonstruktion der nicht mehr gefertigten RML 10 inch 18 ton gun Mk II.
Die Geschütze wurden wie die Kaliber 12 inch gefertigt, allerdings nur auf 11 inch Kaliber aufgebohrt und bis zur endgültigen Entscheidung nicht mit Zügen versehen. Diese fiel am 1. Oktober 1870 zugunsten des Kalibers 11 inch. Deren Geschosse durchschlugen auf eine Entfernung von 910 m Eisen von 2,8 cm Stärke. Bereits 1873 wurde nach der Indienststellung der Schlachtschiffe Peter der Große (Kaiserlich Russische Marine) sowie Caio Duilio und Enrico Dandolo (Regia Marina Italiana) jedoch eine Durchschlagsleistung von 5 cm auf 910 m Entfernung gefordert.

## Konstruktion
Die RML 11 inch gun ist ein Vorderlader. Zum Laden wurde zuerst von vorn die Treibladung eingesetzt, danach auf gleiche Weise das Projektil.
Das Seelenrohr ist von einem Mantelrohr aus einer oder mehreren Lagen gewickelten Stahls umgeben. Die ursprüngliche Konstruktion von Armstrong sah ein Mantelrohr aus mehreren dünnen Lagen reinen Eisens vor. Bei der Version Mk I wurde nur noch eine stärkere, bei der Mk II zwei Lagen aufgeschrumpft. Dies verbilligte die Fertigung.
Die verwendeten Granaten waren mit warzenförmigen Erhöhungen versehen, die in den Zügen des Rohres glitten und so ein Einsetzen des Geschosses von vorn ermöglichten. Ab Mitte der siebziger Jahre wurden Geschosse mit einem Drallführungsring verwendet, der das Projektil gasdicht gegen das Rohr abdichtete.

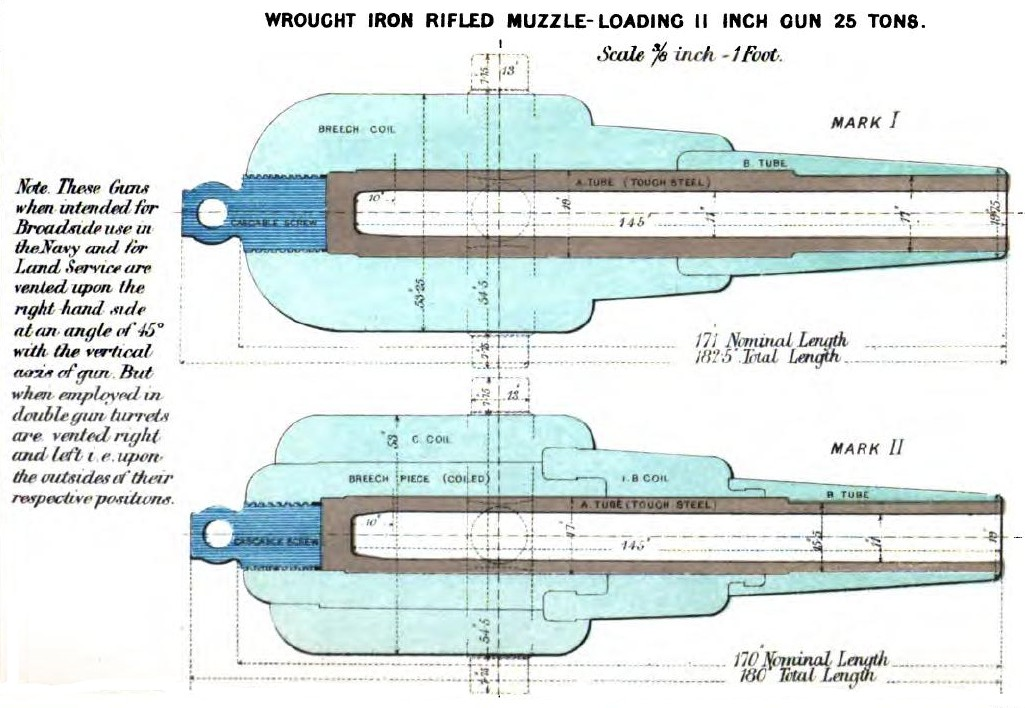
Aufbau des Rohres
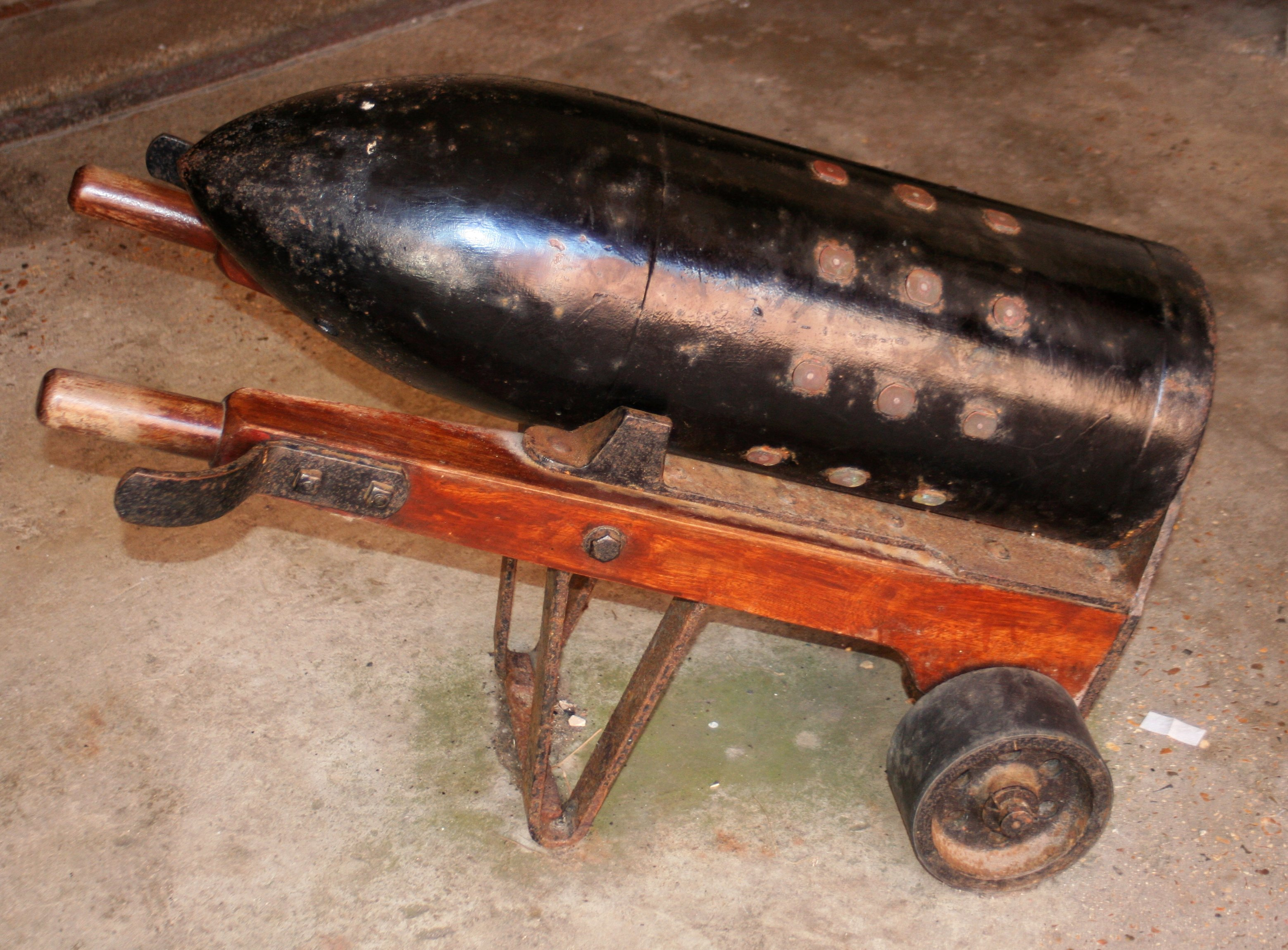
Geschoss mit warzenförmigen Erhöhungen, hier Kaliber 12 inch
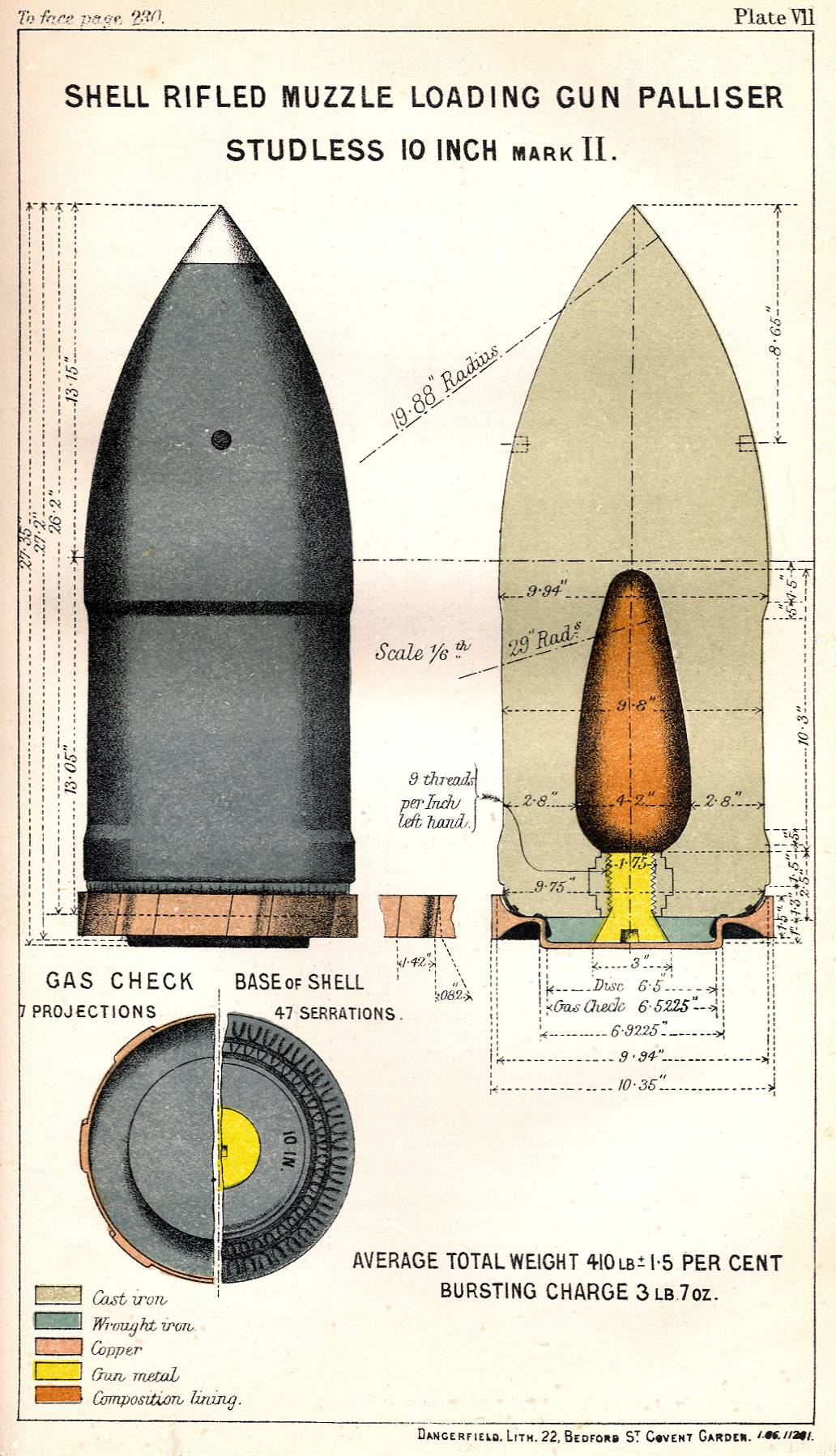
Geschoss mit Bodenring, hier Kaliber 10 inch
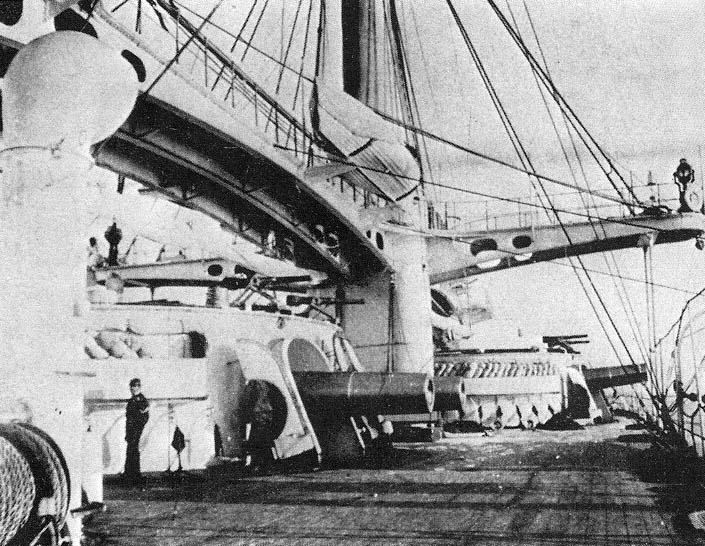
Die Geschütztürme der Caio Duilio, ca. 1880

Das Rohr lagerte mit Schildzapfen direkt auf der Lafette und besaß somit keine Vorrichtung für den Rohrrücklauf. Um die Kräfte des Rückstoßes aufzufangen, waren besondere Lafettenkonstruktionen notwendig. Bei der Pivotaufstellung ließ sich die Unterlafette um einen Zapfen drehen. Die Kanone wurde auf einen Wandlafette montiert, die auf der Unterlafette aufgesetzt wurde. Bei Kasemattaufstellung fand eine ähnliche Konstruktion Anwendung.
Bei der Aufstellung in Barbetten wurde eine Gelenklafette, auch Verschwindlafette verwendet.
Die maximale Rohrerhöhung betrug 45 Grad. Durch die steilere Flugbahn konnten die leichter gepanzerten Decks von oben durchschlagen werden.

## Schiffsgeschütz
Der Typ wurde lediglich auf zwei Schiffen der Royal Navy benutzt:
- HMS Alexandra (1875)
- HMS Temeraire (1876)

Die HMS Alexandra trug zehn Geschütze in Batterieaufstellung, während auf der HMS Temeraire ein Teil der Geschütze in zwei Barbetten vor dem Fockmast bzw. anstelle des Hauptmastes aufgestellt waren. Vorteil war der größere Seitenrichtbereich und die Tatsache, dass die Bewaffnung unabhängig vom eigenen Kurs eingesetzt werden konnte. Nachteilig war jedoch, dass die Schiffe jener Zeit noch auf Segel angewiesen waren. Masten und Takelage sowie die Geschütze behinderten sich gegenseitig und erforderten Kompromisse bei der Konstruktion. Die HMS Temeraire war das erste Schiff der Royal Navy, das eine Barbette verwendete.

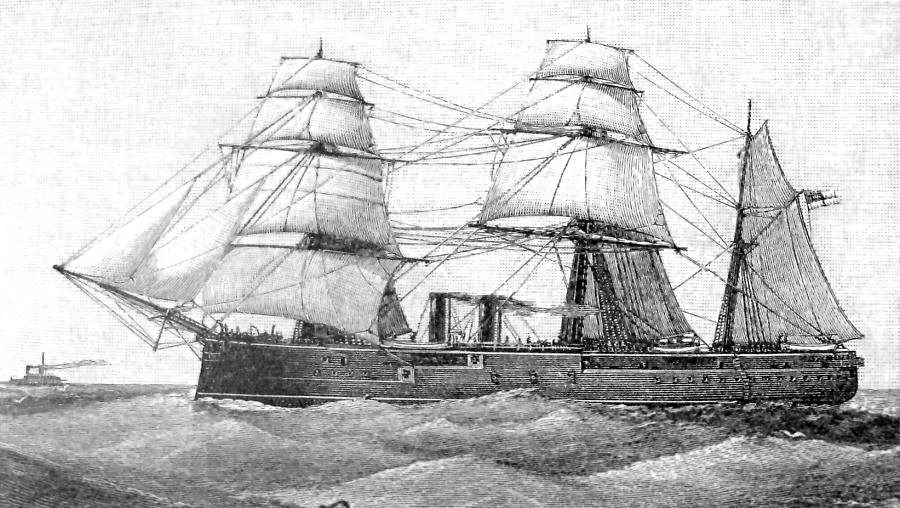
HMS Alexandra
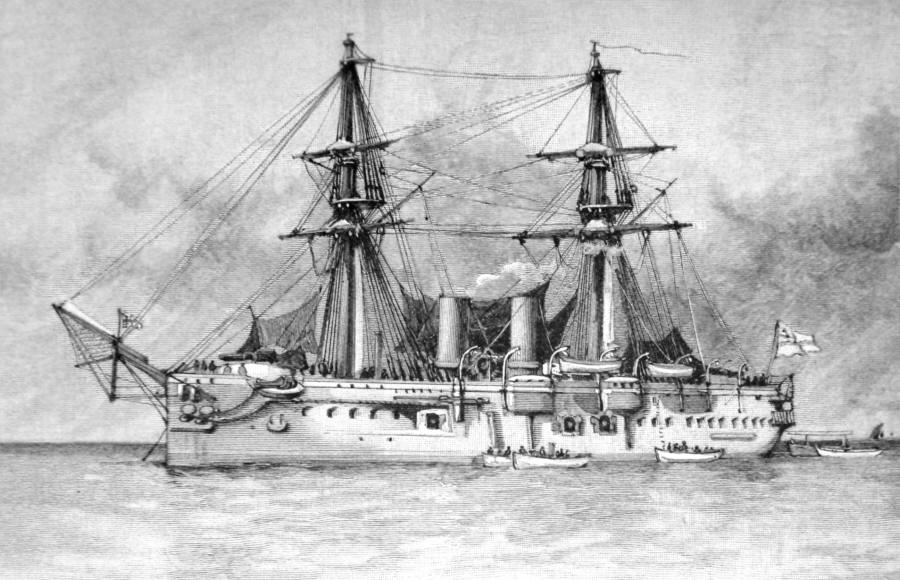
HMS Temeraire
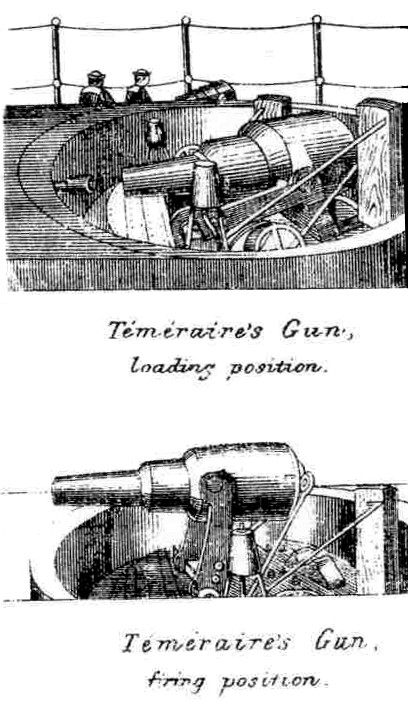
Geschütze der HMS Temeraire in Lade- bzw. Feuerstellung

## Küstenartillerie
Kanonen dieses Typs wurden in Küstenbefestigungen in vielen Teilen des Britischen Empire eingesetzt, so beispielsweise in Fort St Leonardo auf Malta oder in Fort St George auf Bermuda.

## Außerdienststellung
Die Außerdienststellung begann bereits in den achtziger Jahren des 19. Jahrhunderts, da die Geschütze den gestiegenen Anforderungen nicht mehr genügten und ab diesem Zeitpunkt modernere Hinterladerkanonen (BL – Breech Loading) verfügbar waren.

## Nutzerländer
- Großbritannien